# Spezialkarte

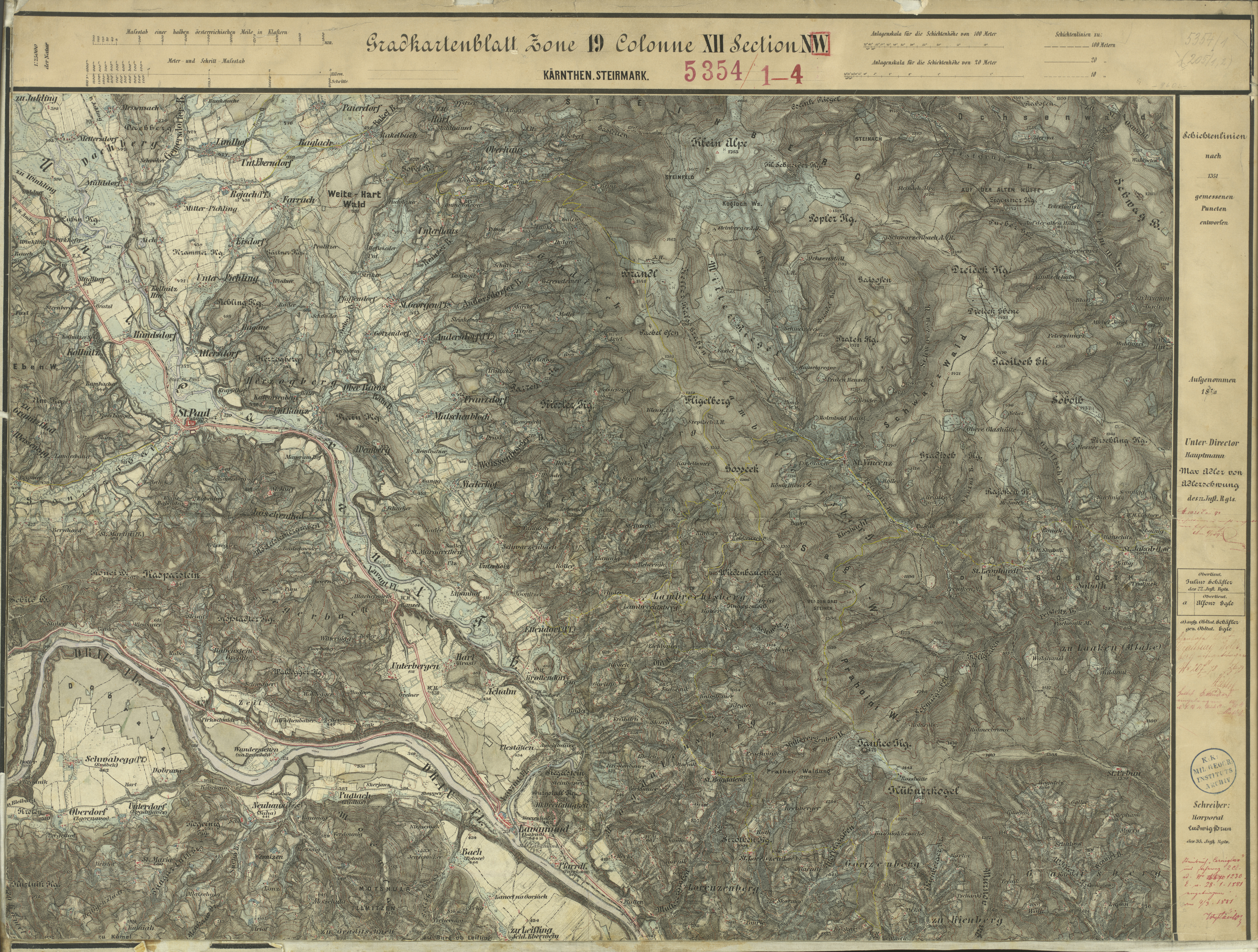
Aufnahmeblatt für die Herstellung der österreichischen Spezialkarte (1:75.000) im Maßstab 1:25.000 von 1878, Umgebung von Lavamünd (Kärnten), Gradkartenblatt Zone 19 Colonne XII, Franzisco-josephinische Landesaufnahme

Der Terminus Spezialkarte ist der Gegenbegriff zur Übersichtskarte und wird im deutschen Sprachraum auf zweierlei Art verwendet:
- einerseits für manche detailreiche thematische Karten, die einem Sonderthema gewidmet sind – beispielsweise eine mit tektonischen Einzelheiten angereicherte geologische Karte, oder eine Verbreitungskarte für eine seltene Pflanzenart
- andererseits für frühere, sehr großmaßstäbige topografische Karten, bei denen besonderer Wert auf feine Darstellung der Geländeformen gelegt wird.

Ein Kartenwerk der zweiten Art war die Spezialkarte 1:75.000 von Österreich-Ungarn, dessen Herausgabe die Militärtopografie Ende des 19. Jahrhunderts begann und bis etwa 1910 vollendete. Sie war noch im Stil einer Schraffenkarte gezeichnet, jedoch mit besonders präziser Darstellung der Falllinien des Geländes. Wegen ihrer hohen Genauigkeit und flächendeckenden Verfügbarkeit konnte sie – vergrößert auf den Maßstab 1:50.000 – dem Nachfolgestaat Österreich als Provisorische Karte 1:50.000 dienen, als die wirtschaftliche Notsituation eine rasche Fertigstellung der moderneren ÖK 50 noch nicht zuließ.
Als Spezialkarte wurde in Österreich vorübergehend (um 1890) auch ein Kartenwerk 1:144.000 der Militärgeografie bezeichnet, das die Basis der späteren Generalkarte 1:200.000 bildete.